# Уру (Сан-Паулу)
Уру (порт. Uru) — муниципалитет в Бразилии, входит в штат Сан-Паулу. Составная часть мезорегиона Бауру. Входит в экономико-статистический микрорегион Бауру. Население составляет 1445 человек на 2006 год. Занимает площадь 147,581 км². Плотность населения — 9,8 чел./км².
Праздник города — 13 июня.

## История
Город основан в 1934 году.

## Статистика
- Валовой внутренний продукт на 2003 составляет 47 875 558,00 реалов (данные: Бразильский институт географии и статистики).
- Валовой внутренний продукт на душу населения на 2003 составляет 33 573,32 реала (данные: Бразильский институт географии и статистики).
- Индекс развития человеческого потенциала на 2000 составляет 0,739 (данные: Программа развития ООН).